# John Simon
John Simon (Norwalk (Connecticut), 11 de agosto de 1941) es un músico, productor musical y compositor estadounidense, más conocido por su trabajo con el grupo canadiense de rock The Band en los álbumes Music from Big Pink y The Band.

## Biografía
John Simon comenzó su carrera con la discográfica Columbia Records, donde produjo una gran variedad de álbumes. Entre sus primeros trabajos estuvo la canción de The Cyrckle «Red Rubber Ball».
También produjo el álbum de Big Brother and the Holdins Company, Cheap Thrills, y el álbum debut de Leonard Cohen, Songs of Leonard Cohen, así como Child is father to the man, de Blood, Sweat & Tears y Jackrabbit Slim de Steve Forbert. Con The Band produjo los dos primeros álbumes del grupo y contribuyó a varias canciones tocando instrumentos como la tuba en «Rag Mama Rag».

## Discografía
| Año  | Álbum                                | Sello                   |
| ---- | ------------------------------------ | ----------------------- |
| 1971 | John Simon's Album                   | Water Music Records     |
| 1973 | Journey                              | Warner Bros.            |
| 1992 | Out on the Street                    | Pioneer Japan           |
| 1995 | Harmony Farm                         | Pioneer Japan           |
|      | Home                                 |                         |
| 2000 | The Best and Beyond                  |                         |
| 2000 | Hoagyland: Songs of Hoagy Carmichael | Dreamsville             |
|      | No Band                              |                         |
| 2006 | Baroque Inevitable                   | Sony Music Distribution |
|      | Don't Forget What I Told You         | Warner Bros.            |